# إدموند جيبسون
إدموند جيبسون (بالإنجليزية: Edmund Gibson) (و. 1669 – 1748 م) هو قسيس إنجليزي، وكان عضوًا في مجلس بريفي في المملكة المتحدة، توفي في لندن، عن عمر يناهز 79 عاماً.

## مناصب
تولى منصب أسقف لينكولن ‏
- Bishop of London [الإنجليزية]‏.

## التعليم
تعلم في كلية الملكة ‏.

## روابط خارجية
- إدموند جيبسون على موقع الموسوعة البريطانية (الإنجليزية)